# Seilhac
Seilhac is een gemeente in het Franse departement Corrèze (regio Nouvelle-Aquitaine). De plaats maakt deel uit van het arrondissement Tulle. Seilhac telde op 1 januari 2022 1.814 inwoners.

## Geografie
De oppervlakte van Seilhac bedroeg op 1 januari 2022 25,75 vierkante kilometer; de bevolkingsdichtheid was toen 70,4 inwoners per km².
De onderstaande kaart toont de ligging van Seilhac met de belangrijkste infrastructuur en aangrenzende gemeenten.

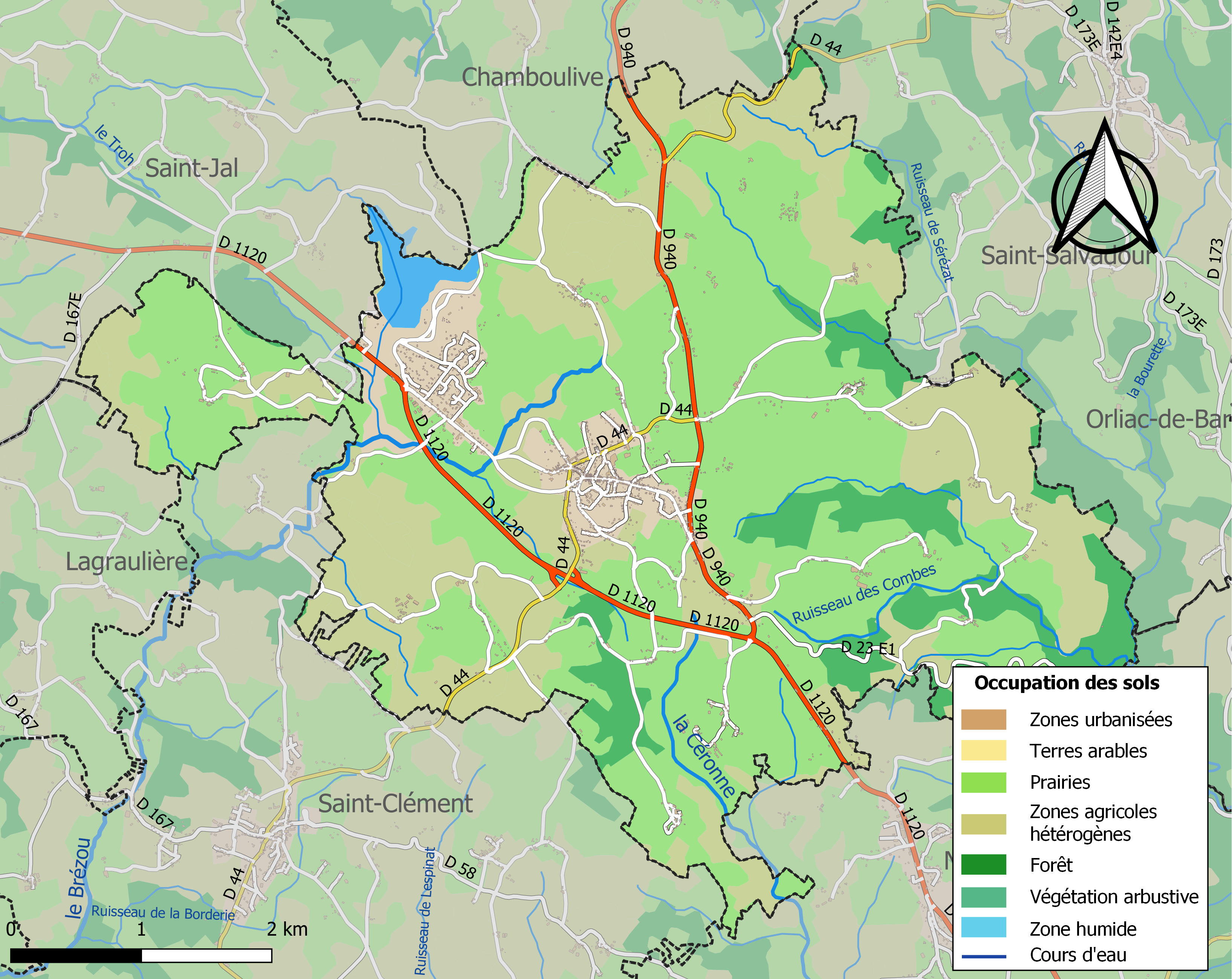

## Demografie
Onderstaande figuur toont het verloop van het inwonertal (bron: INSEE-tellingen).